# Bubullimë
Bubullimë è una frazione del comune di Lushnjë in Albania (prefettura di Fier).
Fino alla riforma amministrativa del 2015 era comune autonomo, dopo la riforma è stato accorpato, insieme agli ex-comuni di Allkaj, Ballagat, Dushk, Fier-Shegan, Golem, Hysgjokaj, Karbunarë, Kolonjë e Krutje a costituire la municipalità di Lushnjë.

## Località
Il comune era formato dall'insieme delle seguenti località:
- Bubullime
- Eskaj
- Gjonas
- Halilaj
- Pirre
- Kamcishte
- Imesh